# チ・ヒョヌ
チ・ヒョヌ（ハングル：지현우、漢字：智鉉寓、本名：チュ・ヒョンテ、1984年11月29日 - ）は、韓国の俳優、歌手。体重74kg。成均館大学校卒業。

## 経歴・人物
- デビュー前から、5人組バンド「The Nuts」のメンバーとして活動していた。
- 2003年、KBS公開採用第20期タレントに合格[2]。同年KBSドラマ「回転木馬」でデビュー。
- 俳優活動だけでなく、ラジオDJやバラエティ番組でも活躍。

## 出演

### テレビドラマ
- 回転木馬（2003年、MBC）
- オールドミス・ダイアリー（2004年、KBS） - 本人役
- 黄金のリンゴ（2005年、KBS） - キム・ギョンミン役
- オーバー・ザ・レインボー（2006年、MBC） - クォン・ヒョクジュ役
- メリー＆テグ 恋のから騒ぎ（2007年、MBC） - カン・テグ役
- 愛しの金枝玉葉（2008年、KBS） - チャン・シノ役
- 天下無敵イ・ピョンガン（2009年、KBS） - オ・ウンダル役
- セレブの誕生（2010年、KBS） - チェ・ソクボン役
- 千回の口づけ（2011年、MBC） - チャン・ウビン役
- イニョン王妃の男（2012年、tvN） - キム・ブンド役
- トロットの恋人（2014年、KBS） - チャン・ジュンヒョン役
- ラブリー・アラン（2015年、MBC） - パク・ノア役
- 錐（2015年、JTBC） - イ・スイン役
- 恋する泥棒～あなたのハート、盗みます～（2017、MBC） - チャン・ドルモク／キム・スヒョン役
- ロマンスは命がけ!?（2018年、MBC） - ハン・スンジュ役
- 悲しくて、愛（2019年、MBC） - ソ・ジョンウォン役
- 恋愛は面倒くさいけど寂しいのはいや！（2020年、MBC）- チャ・ガンウ役
- 紳士とお嬢さん（2021年、KBS2） - イ・ヨングク役
- 美女と純情男（2024年、KBS2） - コ・ピルスン役

### 映画
- ホテルビーナス（2004年）
- 愛してるから、大丈夫（2006年）- カン・ミンヒョク役
- 劇場版オールドミス日記（2006年）- 本人役
- ガソリンスタン襲撃事件2（2010年）- ワン・パンチ役
- Mr.アイドル（2011年）
- 輝く瞬間（2021年）- キョンフン役

## 受賞歴
- 2006年MBC演技大賞：プロデューサー賞
- 2011年MBC演技大賞：最優秀演技賞
- 2021年KBS演技大賞：大賞、ベストカップル賞